# 한국골판지포장공업협동조합
한국골판지포장산업협동조합[韓國골板紙産業協同組合](Korea Corrugated Packaging Case Industry Association)은 중소기업협동조합법에 의거 중소기업청장(인가 제06-53호)이 설립인가된 골판지 및 골판지상자제조업(표준산업분류 1721)을 소관하는 비영리법인단체이다. 사무실은 서울특별시 서초구 서초3동 1533번지 한신리빙타워 301호에 있다.

## 주요 사업
- 골판지포장공업 근대화 진흥계획
- 라이너 및 골심지 공동구매사업
- 공동판매 및 단체수의계약사업
- 농수산물의 골판지포장화·골판지의 포장 이외 용도 개발 신수요 개척사업
- 수출포장의 고급화·설계 미려화사업
- 중소기업 고유업체 골판지포장 제조업 사후관리·포장산업합리화
- 골판지 포장기업 신경영혁신 지도
- 골판지 포장공업 기술지도·신기능 골판지포장개발
- 단체표준 제정
- 정기간행물 『골판지포장·물류』지 간행 포장·물류 Packaging Data Bank 운영
- 포장산업 국제협력 교류
- 중소기업 인력구조고도화 사업계획 진행(07,08,10,11,12년)
- 2014 국가직무능력표준(NCS) 임산물 생산가공분야 개발
- 산림청 전문교육기관인 서울귀산촌학교(제2019-2호) 지정
- 농정원 귀농귀촌 맞춤형 교육기관(제2022-012호) 지정